# Eupsophus altor
Eupsophus altor (Nuñez, Rabanal & Formas, 2012) è una specie di anfibi anuri appartenente alla famiglia Alsodidae.

## Distribuzione e habitat
Endemica del Cile. Si trova nel Parco Oncol e nelle sue vicinanze, sul versante occidentale del settore costiero, tra le bocche dei fiumi Lingue e Valdivia, Regione di Los Ríos, Provincia di Valdivia.

## Tassonomia
La specie è considerata da alcuni autori come una specie valida, mentre altri la collocano come sinonimo di E. migueli.